# Rauten
Die Rauten (lateinisch Ruta; zur Etymologie siehe Weinraute) sind eine Pflanzengattung innerhalb der Familie der Rautengewächse (Rutaceae). Die etwa acht Arten sind vom Mittelmeerraum ausgehend bis nach Westasien verbreitet.

## Beschreibung

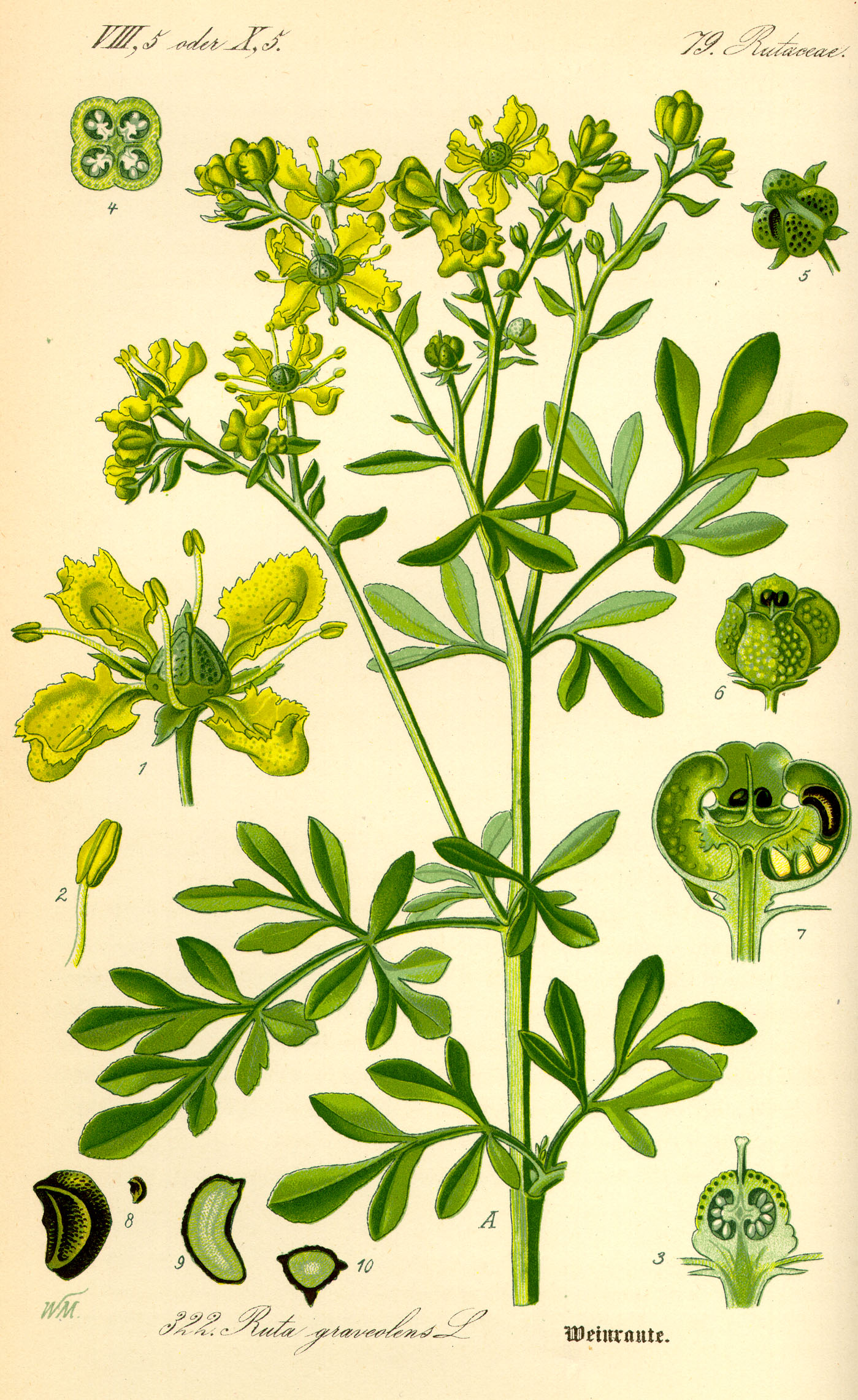
Illustration der Weinraute (Ruta graveolens)

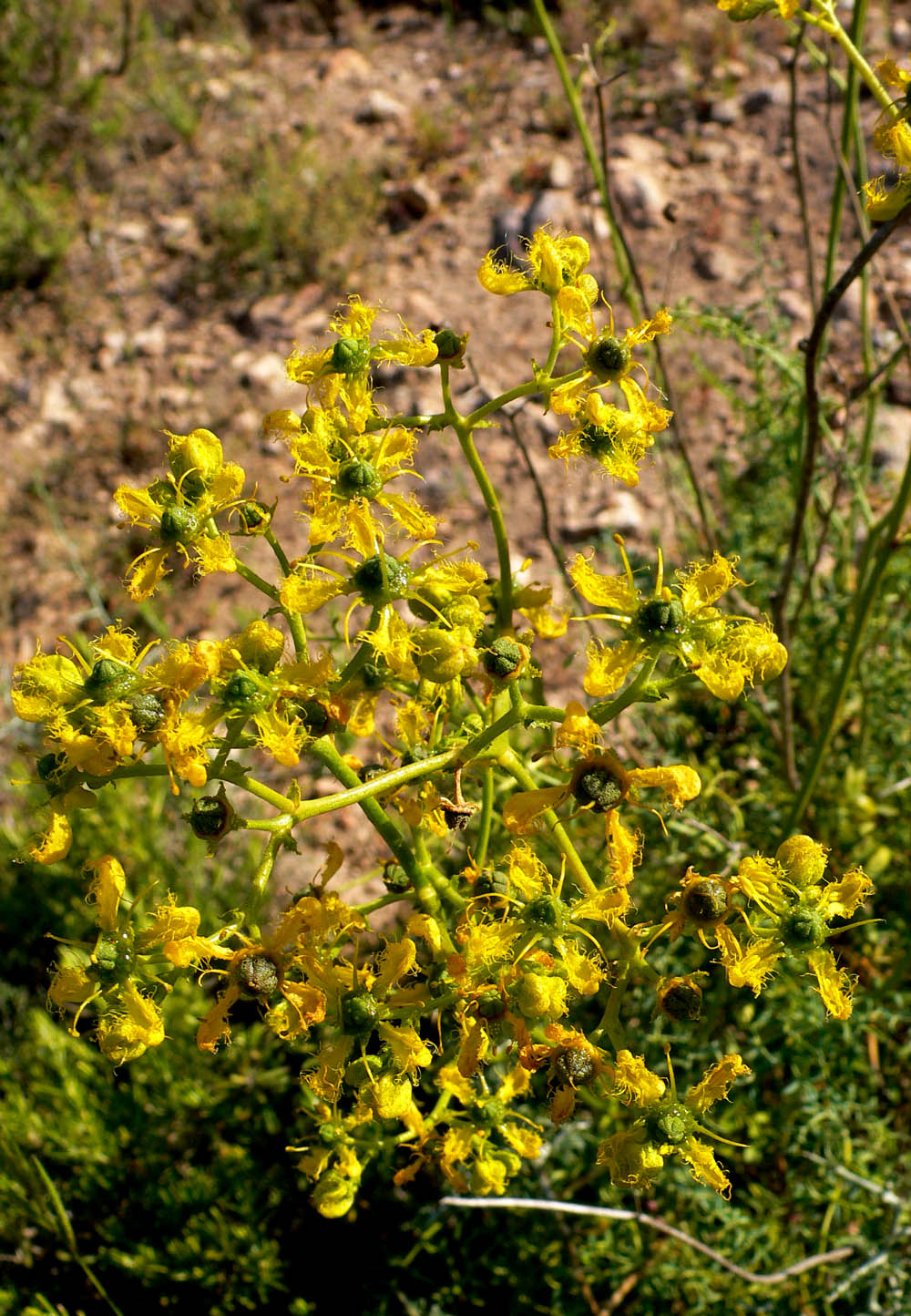
Ruta angustifolia

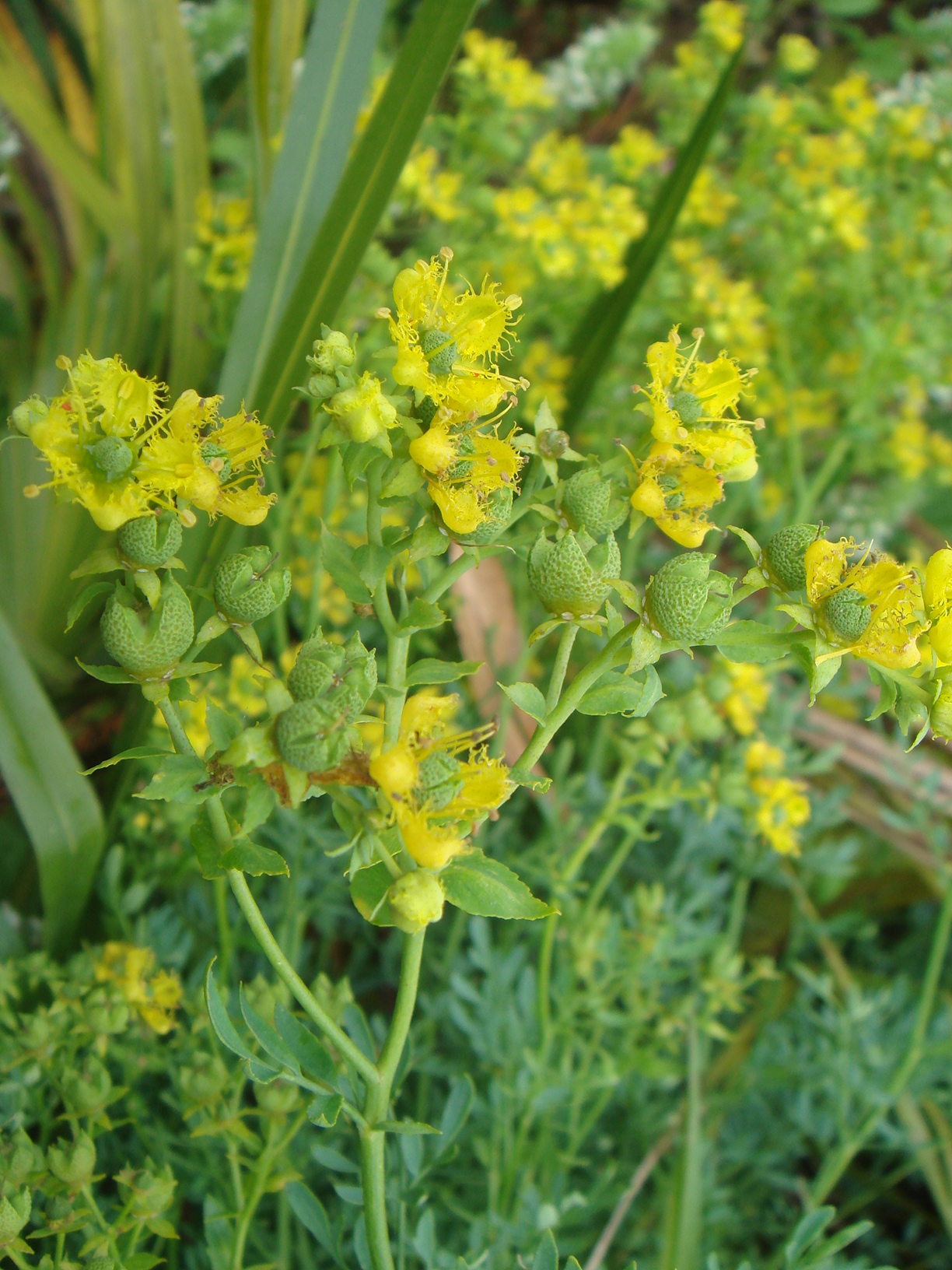
Gefranste Raute (Ruta chalepensis)

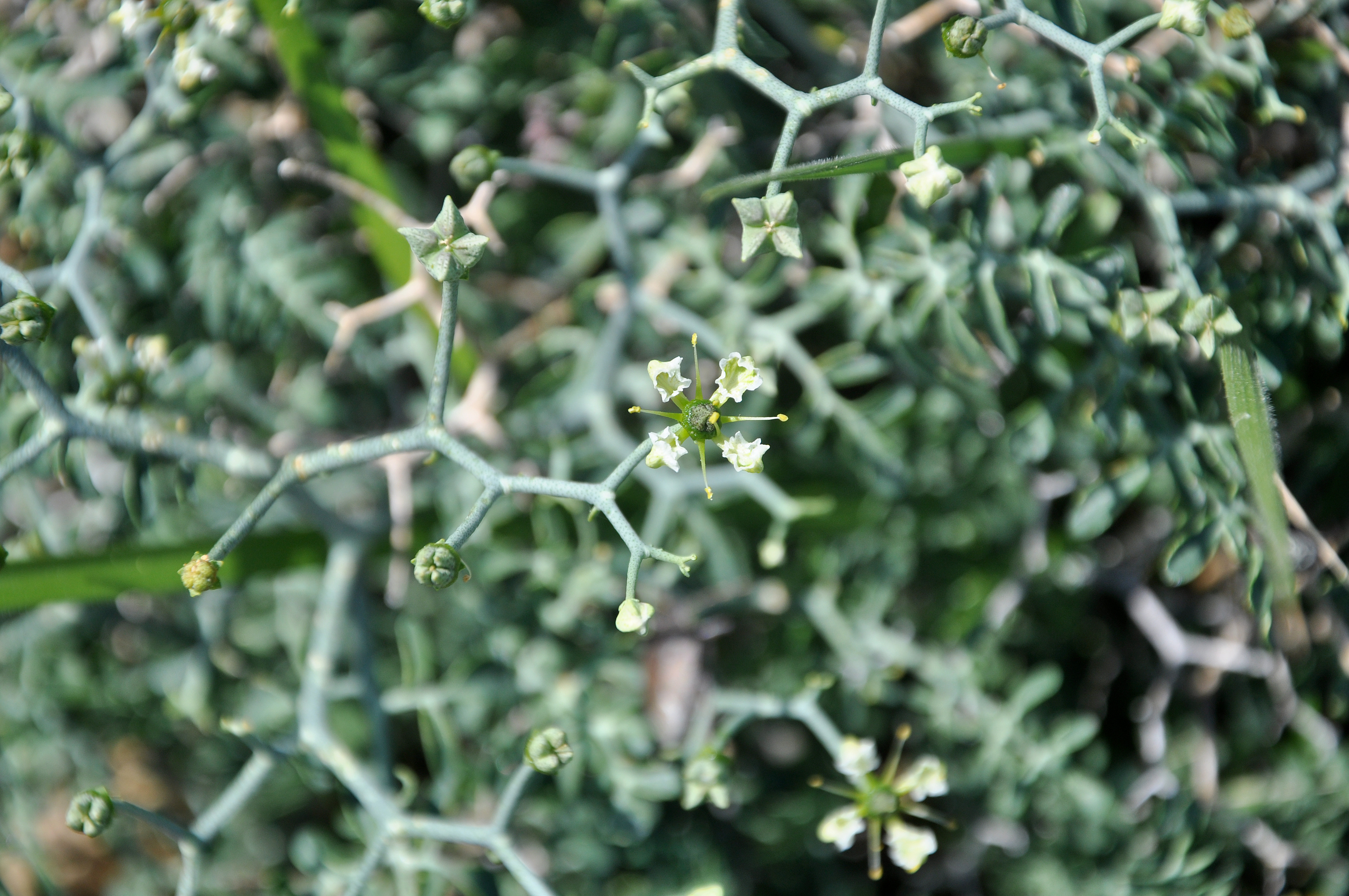
Ruta corsica

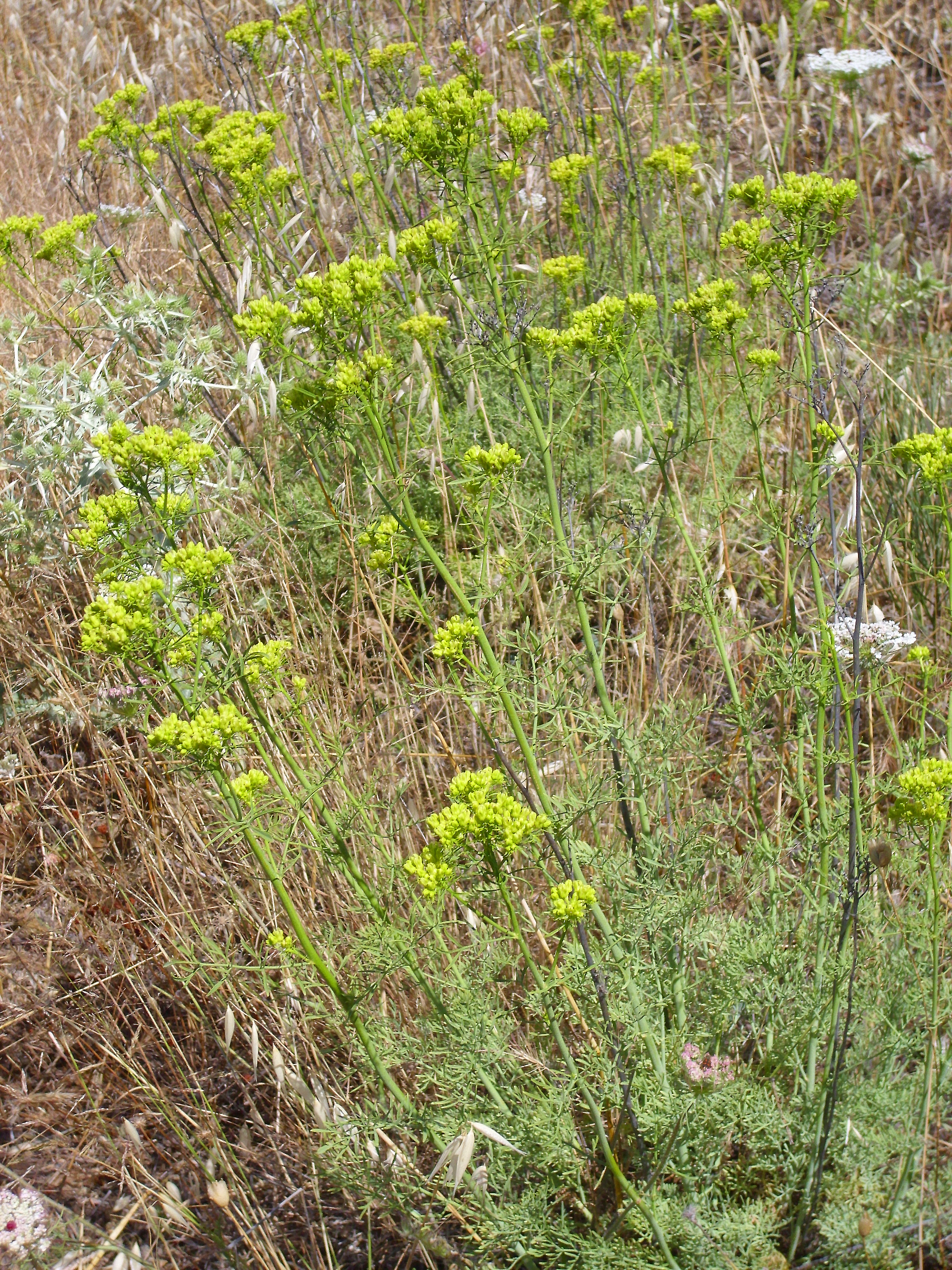
Ruta montana

### Vegetative Merkmale
Die Rautenarten sind immergrüne Sträucher oder Halbsträucher. Sie sind reich an ätherischen Ölen und duften daher intensiv und streng.
Die wechselständig angeordneten Laubblätter sind ein- bis dreifach gefiedert. Die Fiederblättchen sind länglich verkehrt-eiförmig und mit durchscheinenden Punkten versehen.

### Generative Merkmale
Die Blüten stehen in endständigen Büscheln oder rispigen Blütenständen.
Die Blüten haben eine doppelte Blütenhülle, die endständigen Blüten sind fünfzählig, die seitlichen vierzählig. Die Kelchblätter sind an ihrer Basis verwachsen. Die gelblichen Kronblätter sind ganzrandig, gezähnt oder bewimpert. Es werden acht oder zehn Staubblätter gebildet. Der Diskus ist groß und tief vier- oder fünflappig. Die vier oder fünf Fruchtblätter bilden einen oberständigen Fruchtknoten.
Die vier- bis fünfhörnigen Kapselfrüchte sind bei einem Durchmesser von 6 bis 8 Millimetern kugelig oder abgeflacht-kugelige und enthalten mehrere Samen. Die schwarzen Samen sind 2 bis 2,5 Millimeter lang.

## Systematik und Verbreitung
Die Gattung Ruta wurde 1753 durch Carl von Linné in Species Plantarum, Tomus I, S. 383 aufgestellt.
Die Gattung Ruta gehört zur Unterfamilie Rutoideae innerhalb der Familie der Rautengewächse (Rutaceae).
Das Verbreitungsgebiet erstreckt sich von den Kanarischen Inseln über den Mittelmeerraum bis nach Westasien.
Folgende Arten gehören zur Gattung Ruta:
- Ruta angustifolia Pers.: Sie kommt im Mittelmeerraum vor östlich bis ins nordwestliche Jugoslawien.[4]
- Gefranste Raute (Ruta chalepensis L.)
- Ruta corsica DC.: Sie kommt nur auf Sardinien und auf Korsika vor.[3]
- Weinraute oder Duftende Raute (Ruta graveolens L.)[3] (Synonyme: Ruta divaricata Ten. und Ruta hortensis Mill.)[5]
- Ruta montana (L.) L.: Sie kommt im Mittelmeerraum vor.[4][6]
- Ruta microcarpa Svent.: Sie ist auf La Gomera beheimatet.[7]
- Ruta oreojasme Webb: Dieser Endemit kommt nur auf Gran Canaria vor.[7]
- Ruta pinnata L.f.: Sie kommt nur auf La Palma und Teneriffa vor.[7]

## Verwendung
Zur Verwendung der Raute, etwa deren ätherischer Öle, siehe Weinraute.